# Тайгинський міський округ
Тайги́нський міський округ (рос. Тайгинский городской округ) — міський округ Кемеровської області Російської Федерації.
Адміністративний центр — місто Тайга.

## Історія
Тайга отримала статус міста обласного підпорядкування 26 березня 1940 року.
Станом на 2002 рік до складу міської ради окрім міста Тайга входили також селища Кедровий, Мазалово, Пихтач, Сураново, Тайожний, Трактовий, селище Кузель входило до складу Яшкинського району. 2004 року при утворенні Тайгинського міського округу селище Кузель Яшкинського району увійшло до складу міського округу, а до складу Яшкинського району передано селище Трактовий.

## Населення
Населення — 24948 осіб (2019; 27424 в 2010, 27255 у 2002).

## Населені пункти
| № | Населений пункт  | Населення, осіб (2002) | Населення, осіб (2010) |
| - | ---------------- | ---------------------- | ---------------------- |
| 1 | Кедровий, селище | 319                    | 308                    |
| 2 | Кузель, селище   | 520                    | 359                    |
|   | Мазалово, селище | 0                      | -                      |
| 3 | Пихтач, селище   | 48                     | 13                     |
| 4 | Сураново, селище | 292                    | 234                    |
| 5 | Тайга, місто     | 24726                  | 25331                  |
| 6 | Тайожний, селище | 1348                   | 1179                   |